# Сато, Дайсукэ
Дайсукэ Каумандай Сато (англ. Daisuke Caumanday Sato; 20 сентября 1994, Давао, Филиппины) — филиппинский футболист, левый защитник клуба «Персиб Бандунг» и сборной Филиппин.

## Карьера
Родился в смешанной филиппино-японской семье. Футбольную карьеру начал в детской команде «Урава Ред Даймондс» в 2007 году.
7 марта 2014 года подписал контракт с клубом «Глобал Себу».
В июне 2016 года отправился на просмотр в румынскую «Политехнику». Принял участие в пяти товарищеских матчах и сумел произвести впечатление на тренера клуба Николо Наполи, после чего подписал контракт на четыре года.
17 сентября 2016 года дебютировал за клуб, став первым филиппинским игроком в чемпионате Румынии.
В июне 2017 года перешёл в датский «Хорсенс», подписав контракт на три года.

## Сборная
За первую сборную дебютировал в апреле 2014 года в матче против Непала, отдал голевую передачу. Вошёл в состав сборной на Кубок вызова 2014, на котором Филиппины заняли второе место.

## Достижения
Филиппины
- Серебряный призёр Кубка вызова АФК: 2014